# Bradypodion taeniabronchum
Bradypodion taeniabronchum е вид влечуго от семейство Хамелеонови (Chamaeleonidae). Видът е застрашен от изчезване.

## Разпространение
Разпространен е в Южна Африка.